# Mlátek

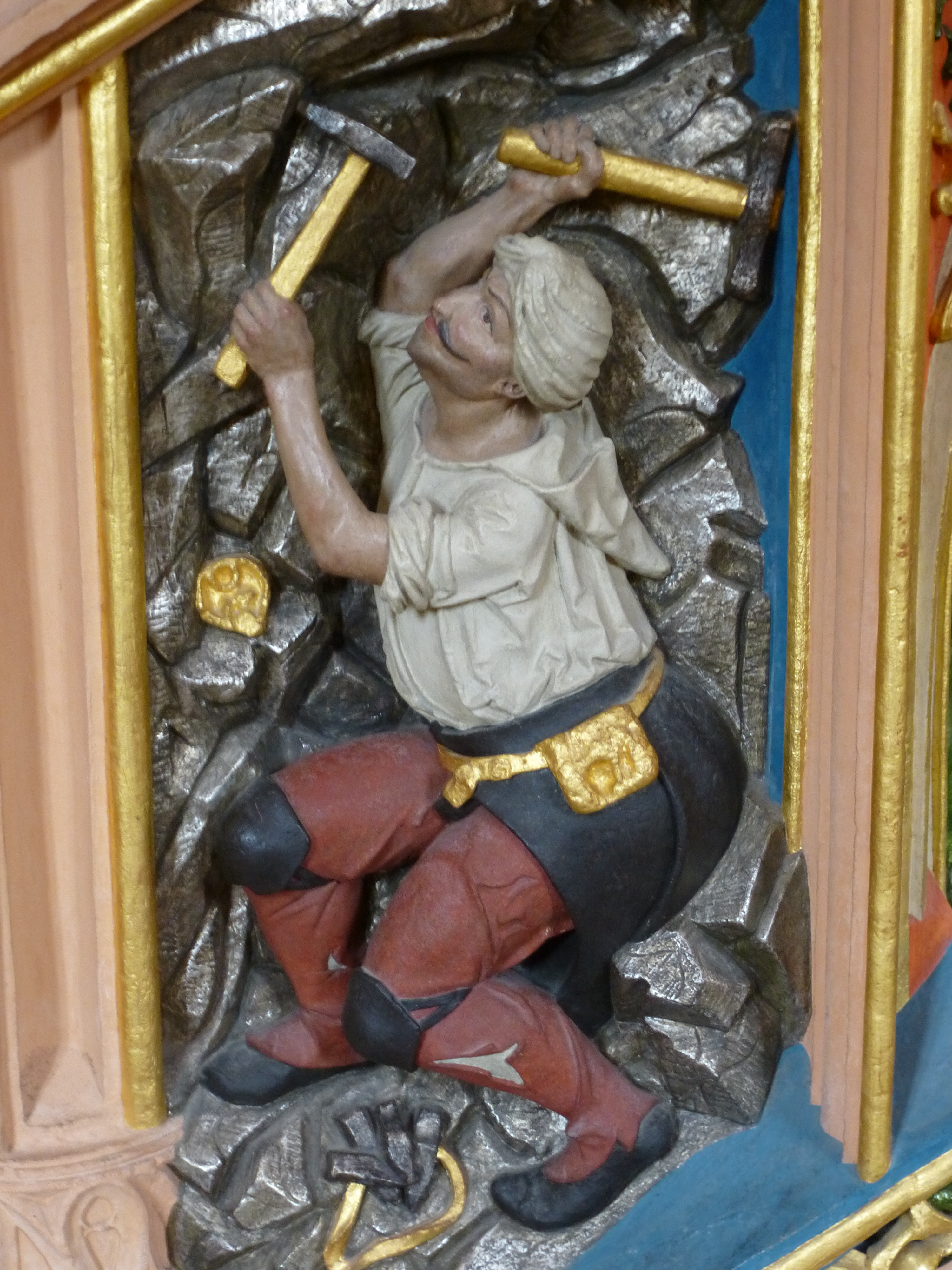
Havíř s mlátkem a želízkem (Annaberg-Buchholz, 18. stol.)

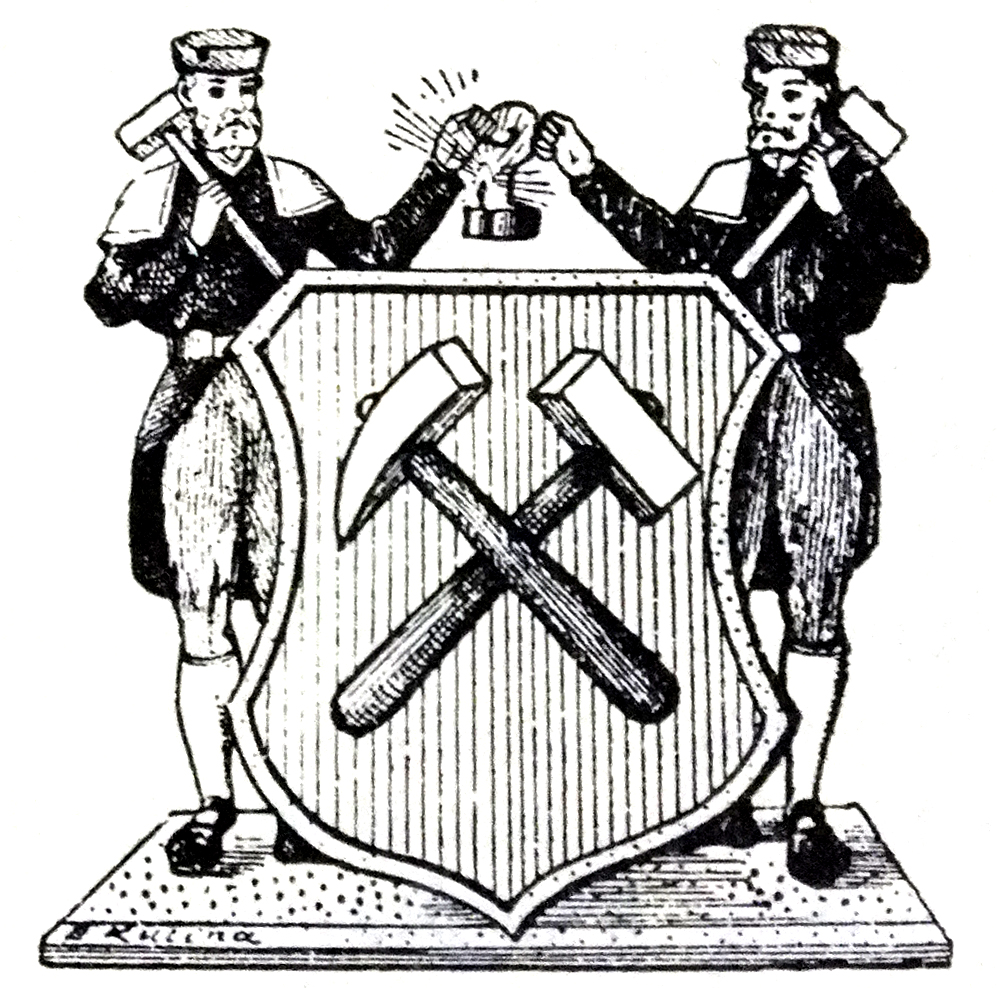
Znak obce Loučná pod Klínovcem (Wiesenthal) s mlátkem a želízkem

Mlátek je menší palička kdysi používaná v hornictví. 
Mlátek tvořilo menší kladívko s otvorem, které bylo nasazeno na násadu z pevného dřeva. 
Mlátek se používal k zarážení (zatloukání) želízka do horniny. Tento nástroj patřil společně s želízkem k základnímu vybavení horníka.
Běžně užíván ve středověku.
Jako symbol se objevuje v heraldice, například ve znaku města Kutné Hory.